# E (EP)
E ist die siebte EP der südkoreanischen Boygroup Big Bang und der letzte Teil der Made Series.

## Hintergrund
Ende Juli veröffentlichte YG Entertainment das erste Teaser-Bild für E, das ein Comeback der Untergruppe GD&TOP ankündigte. Yang Hyun-suk bestätigte, dass Big Bang zusammen noch einen Song herausbringen werden.

## Rezeption

### Rezensionen
Jeff Benjamin von Billboard sagte, dass „Let's Not Fall In Love die Boyband sehr sentimental zeigt“ und dass es ein typischer Big-Bang-Song ist.

## Covergestaltung
Auf dem EP Cover befinden sich fünf schwarze Streifen auf einem Gelben Hintergrund. In der unteren Bildhälfte befindet sich ein schwarzes E. Die fünf Streifen stehen für die fünf Bandmitglieder.

## Titelliste
| Nr.          | Titel                                          | Text                   | Musik                  | Länge |
| ------------ | ---------------------------------------------- | ---------------------- | ---------------------- | ----- |
| 1.           | "Zutter" (쩔어 (GD & T.O.P))                   | Teddy, G-Dragon, T.O.P | Teddy, G-Dragon, T.O.P | 3:14  |
| 2.           | "Lets Not Fall In Love" (우리 사랑하지 말아요) | Teddy, G-Dragon        | Teddy, G-Dragon        | 3:32  |
| Gesamtlänge: | Gesamtlänge:                                   | Gesamtlänge:           | Gesamtlänge:           | 6:46  |

| Nr.          | Titel                                          | Text                         | Musik                     | Länge |
| ------------ | ---------------------------------------------- | ---------------------------- | ------------------------- | ----- |
| 1.           | "Zutter" (쩔어 (GD & T.O.P))                   | Teddy, G-Dragon, T.O.P       | Teddy, G-Dragon, T.O.P    | 3:14  |
| 2.           | "Lets Not Fall In Love" (우리 사랑하지 말아요) | Teddy, G-Dragon              | Teddy, G-Dragon           | 3:32  |
| 3.           | "If You"                                       | G-Dragon                     | G-Dragon, P.K, Dee.P      | 4:24  |
| 4.           | "Sober" (맨정신)                               | Teddy, G-Dragon, T.O.P       | Teddy, Choice37, G-Dragon | 3:57  |
| 5.           | "Bang Bang Bang"                               | G-Dragon, P.K, Dee.P         | Teddy, G-Dragon           | 3:49  |
| 6.           | "Loser"                                        | Teddy, T.O.P, G-Dragon       | Teddy, Taeyang            | 3:39  |
| 7.           | "Bae Bae"                                      | Teddy, T.O.P, G-Dragon       | G-Dragon, Teddy, T.O.P    | 2:49  |
| 8.           | "We Like 2 Party"                              | Teddy, Kush, G-Dragon, T.O.P | Teddy, G-Dragon, T.O.P    | 3:16  |
| 9.           | "Zutter" (Instrumental)                        |                              | Teddy, G-Dragon, T.O.P    | 3:14  |
| 10.          | "Lets Not Fall In Love" (Instrumental)         |                              | Teddy, G-Dragon           | 3:32  |
| Gesamtlänge: | Gesamtlänge:                                   | Gesamtlänge:                 | Gesamtlänge:              | 35:19 |